# Кох, Владимир Матвеевич фон
Владимир (Вольдемар) Матвеевич фон Кох (1863 — не ранее 1928) — русский военный педагог, директор Ташкентского кадетского корпуса, генерал-майор, виолончелист.

## Биография

### Военная служба
Из дворянской семьи шведского происхождения. Православный. В 1879 году окончил Нижегородскую графа Аракчеева военную гимназию и поступил в 3-е военное Александровское училище, откуда выпущен по первому разряду подпоручиком (ст. 8 августа 1881) с зачислением по армейской пехоте и прикомандированием к лейб-гвардии Волынском полку. Вскоре переведён в этот полк с чином прапорщика, затем получил чины подпоручика (30 августа 1884), поручика (8 августа 1885) и штабс-капитана (21 июня 1892) гвардии.
Окончив Военно-юридическую академию по первому разряду, был переименован в капитаны военно-судебного ведомства и с июня 1893 года по февраль 1895 года состоял кандидатом на военно-судебные должности при Варшавском военно-окружном суде. 25 февраля 1895 года перешёл на службу в военно-учебное ведомство, получив назначение помощником инспектора классов 2-го Оренбургского кадетского корпуса и 6 декабря того же года был произведён в подполковники, а 17 сентября 1901 года занял должность инспектора классов того же корпуса. Полковник (14 апреля 1902).
11 августа 1905 года был перемещён в Ташкентский кадетский корпус на должность инспектора классов при директоре генерал-майоре В. В. Волынцевич-Сидоровиче, а после его ухода в отставку 10 августа 1908 года, уже в чине генерал-майора (с 13 апреля 1908) был назначен директором корпуса и занимал эту должность до конца существования старой армии (весны 1918 года).
Выпускник Ташкентского кадетского корпуса П. И. Крылов (поступивший в 1911 году и выпущенный в 1918) оставил воспоминания о корпусе в период директорства Коха, о преподавательском составе (среди которого выделялись математик И. Ф. Горский и орнитолог Н. А. Зарудный) и уровне обучения.

### Музыкальная деятельность
Кох был известным виолончелистом-любителем. Ещё в период службы в Оренбурге в начале 1900-х годов он обучил игре на виолончели С. М. Козолупова, который после травмы левой руки уже не мог играть на скрипке. В Ташкенте его дом стал заметным культурным центром, в нём собирались участники струнного квартета, партию фортепиано исполняли пианистки С. Вонсовская и В. Чернецкая. После революции Кох выступал в концертах как виолончелист и, когда в 1918 году была создана Туркестанская народная консерватория — первое музыкальное учебное заведение в Средней Азии, — стал преподавать в ней и вошёл в состав её правления.
Впоследствии Кох переехал в Москву, умер не ранее 1928 года.

## Семья
Братья:
- Александр Матвеевич фон Кох (1861—1937), статский советник, инспектор типографий в Варшаве, комиссар по крестьянским делам в Варшавской губернии, чиновник Министерства финансов, умер в эмиграции во Франции
- Николай Матвеевич фон Кох (1866 — после 1917), статский советник, член Совета Крестьянского поземельного банка. Во время русско-японской войны 1904-1905 гг. - уполномоченный Екатеринославского лазарета Красного креста, Екатеринославского губернского земства и Екатерининской железной дороги на станции Урульга в Забайкалье. Много сделал  для организации успешной работы лазарета на 120 раненных. Регулярно рапортовал об этом в докладных записках в Екатеринославскую губернскую земскую управу. До января 1912 - управляющий Пензенским отделением Крестьянского поземельного и Дворянского земельного банков, назначенный затем в центральное управление Крестьянского банка. Предположительно этот Ник. Кох в 1918 году гетманом всея Украины Павлом Скоропадским по словам историка Дм. Дорошенко назначен уездным старостой в г. Изюме на Харьковщине.
- Леонид (Леопольд) Матвеевич фон Кох (1874—1938), как и первоначально Владимир, служил в лейб-гвардии Волынском полку, дойдя до чина полковника (1914), участник 1-й мировой войны; репрессирован, расстрелян, в 1955 году реабилитирован посмертно; его дочь Елена Леонидовна (1900—1938) была замужем за советским разведчиком, дивизионным комиссаром (1935) Иосифом Исаевичем Зильбертом (1899—1939)

Сам Владимир Матвеевич был женат и имел троих детей. О его дочерях как своей «основной компании» в Ташкенте вспоминал А. А. Татищев, служивший в то время начальником Туркестанского управления земледелия и государственных имуществ.
Семье Кох в 1902—1917 годах принадлежала Дача Заеца в Санкт-Петербурге (Приморское шоссе 568А), она же Дача Окессона.

## Награды
- Орден Святой Анны 3 ст. (1901)
- Орден Святого Станислава 2 ст. (1906)
- Орден Святого Владимира 3 ст. (1911)
- Орден Святого Станислава 1 ст. (1915)